# Constantino Ibarra Navarro
Constantino Ibarra Navarro (Baza, Granada, 13 de enero de 1983) es un futbolista español exjugador defensa central en el La Hoya Lorca CF de Segunda División "B".

## Carrera deportiva
Constantino Ibarra, Nino para el fútbol, nació en Baza (Granada) en 1983. Se trata de un central espigado, que sabe aprovechar su 1,91 de estatura. A ello une criterio para jugar el balón.
Su andadura arrancó en el equipo de su localidad natal, desde donde dio el salto a la pujante cantera del Villarreal CF. En las filas del filial contribuyó primero al salto de Tercera a Segunda B. En el estreno en la categoría de bronce participó en 22 partidos y en 2009 fue protagonista en el ascenso del Villarreal B. Un año más tarde, volvería a ascender con la SD Ponferradina. 
En el Real Jaén CF consigue el ascenso a Segunda División y al finalizar la temporada 2013/14 en Segunda División, el Real Jaén CF desciende y su nuevo destino sería La Hoya Lorca CF.

## Clubes
| Club                    | País   | Año         |
| ----------------------- | ------ | ----------- |
| CD Baza                 | España | 2002-2005   |
| Villarreal "B"          | España | 2005-2009   |
| SD Ponferradina         | España | 2009-2010   |
| AD Alcorcón             | España | 2010-2011   |
| Unión Deportiva Melilla | España | 2011-2012   |
| Real Jaén CF            | España | 2012 - 2014 |
| La Hoya Lorca CF        | España | 2014 -      |